# CCTV-4
CCTV-4 est la quatrième chaîne de télévision nationale de la république populaire de Chine. Elle appartient au réseau de la Télévision centrale de Chine, une société dépendante du Conseil d'État de la république populaire de Chine, l'une des principales instances gouvernementales du pays. Apparue en 1992, il s'agit d'une chaîne généraliste offrant une sélection d'émissions issues des différentes stations de la Télévision centrale de Chine. Elle est diffusée tant sur le réseau national chinois que sur différents satellites à travers le monde, 24 heures sur 24.

## Histoire de la chaîne
La quatrième chaîne de télévision chinoise fut créée en 1992. Son ambition était tout à la fois de proposer aux téléspectateurs chinois une sélection des programmes phares de la télévision publique et de servir de vitrine de la République populaire de Chine à l'étranger. Elle diffusa donc tout autant sur le câble national que sur plusieurs satellites, afin de cibler en priorité les territoires de langue chinoise non soumis à son autorité : Hong Kong et Macao (rétrocédés à la République populaire de Chine depuis lors) et Taïwan. La diffusion de la quatrième chaîne nationale fut ensuite étendue aux autres continents : elle est aujourd'hui l'une des quatre chaînes de la CCTV à être diffusée à la fois sur le réseau national et hors des frontières chinoises.

## Réseau
CCTV-4 est émise en quatre signaux distincts :
- CCTV-4 Asia, à destination de l'Asie (excepté le Japon) et l'Australie
- CCTV-4 Europe, à destination de l'Europe et de l'Afrique
- CCTV-4 America, à destination de l'Amérique du Nord et Sud.
- CCTV-Daifu, à destination du Japon

## Programmes
CCTV-4 reprend les émissions phares des stations nationales et locales de la CCTV : journaux télévisés (中文简讯, Zhōngwén jiǎnxùn, un bulletin d'information diffusé à intervalles réguliers ; 新闻联播, Xīnwén liánbò, le principal journal télévisé repris de CCTV-1), mais aussi séries, documentaires, variétés, films ou émissions de débats. Les évènements politiques importants (défilés militaires, congrès du parti) sont repris à l'antenne. Des émissions spécifiques sont destinées, notamment, à l'apprentissage de la langue chinoise comme 快乐中国, Kuàilè Zhōngguó, « Chine heureuse »).

## Diffusion
La chaîne est diffusée sur le réseau national chinois, mais également dans le monde entier via satellite, câble ou IPTV. Les émissions sont également visibles sur le site internet de la CCTV.
Au Canada, la chaîne a été ajoutée à la liste des services par satellite admissibles du CRTC en décembre 2006. Elle est disponible chez la plupart des câblodistributeurs.